# Malomocnost prázdnoty
Malomocnost prázdnoty byla česká punkrocková kapela původem z Mostu, která vznikla roku 1995. I přes ohlášený rozpad v roce 1998 koncertuje kapela až do roku 2022.

## Historie
Kapela vznikla roku 1995 v Mostě. Jejími zakládajícími členy byli Zvíře, Kouba, Pisky a Filda. V této sestavě kapela roku 1996 vydala první demo (záznam z živého vystoupení) Zkurvená generace. Ve stejném roce nahradil Koubu nový hráč na basovou kytaru Peprník, s kterým kapela vydala další demonahrávku s názvem Pátek třináctýho. Své debutové album Přestaň věřit vydala kapela v roce 1997 u nakladatelství Papagájův Hlasatel Records. Na jaře roku 1998 kapela po odchodu Peprníka ukončila svou činnost, avšak i v následujících letech sporadicky vystupovala.

## Diskografie
- Zkurvená generace (1996) - záznam živého vystoupení z Habrovic u Ústí nad Labem. Kapela si z důvodu její nevalné kvality nepřála tuto nahrávku příliš šířit. Celkem se prodaly pouze jednotky kusů.[12]
- Pátek třináctýho (1996) – demo s pěti písněmi[10]
- Přestaň věřit (1997) – první studiové album[11]
- Děti Země (1998) – záznam živého vystoupení z 10. ledna 1998 v Třebenicích u Lovosic. Audiokazeta obsahuje některé skladby z dema Pátek třináctýho, z alba Přestaň věřit a dvě nové písně.[13]
- Petroleus Mostensis (2015 CD, 2017 vinyl) – kompilační album znovu nahraných písní z předchozích alb a demonahrávek[14]